# Орхон
Орхо́н (монг. Орхон гол) — река в Монголии, правый приток реки Селенга.

## География

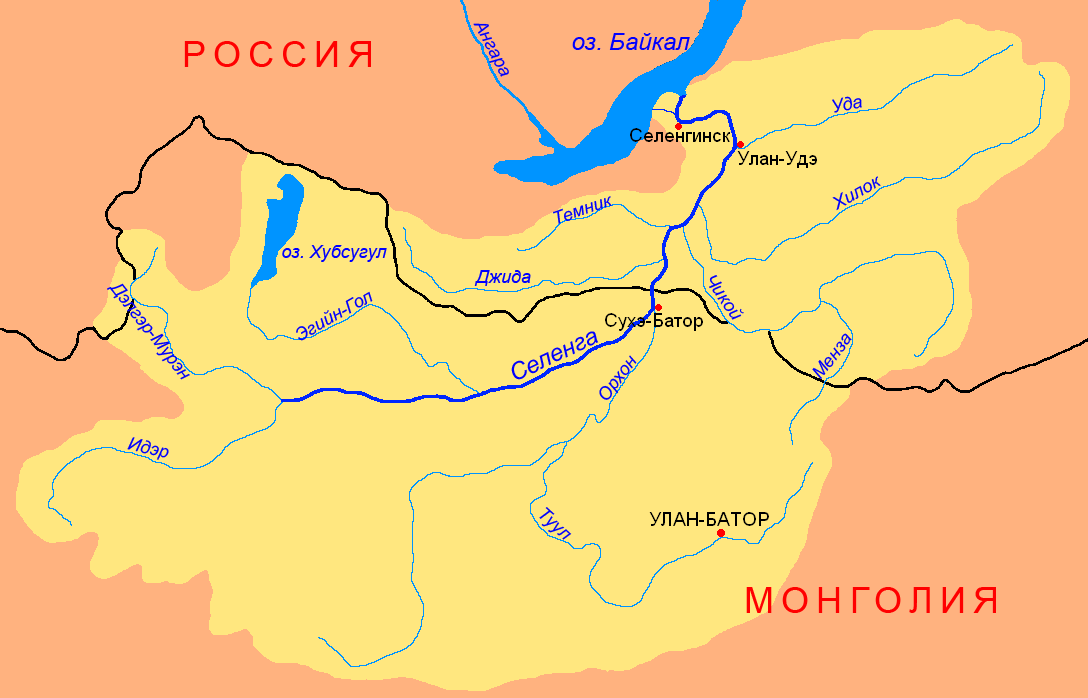
Бассейн Селенги

Длина 1124 км, площадь бассейна 132,8 тыс. км². Река берёт своё начало в Хангайских горах в аймаке Архангай, в верховьях имеет узкую, местами каньонообразную долину, образует водопад Улаан-Цутгалан высотой около 20 м и шириной 10 м. В среднем течении долина глубокая, извилистая, в низовьях, по выходе из гор, русло Орхона расширяется до 100—150 метров.
Орхон ровно на 100 км длиннее Селенги и является второй по протяжённости рекой Монголии после реки Керулен (1254 км), однако, принимая во внимание, что Керулен имеет протяжённость в пределах Монголии лишь 1090 км, можно говорить, что Орхон — самая длинная река в пределах границ Монголии.
Средний расход воды вблизи устья около 120 м³/с. Весеннее половодье от таяния сезонных снегов, летние дождевые паводки. Замерзает с ноября по апрель.
Крупнейшими притоками Орхона являются реки Туул и Тамир-Гол.

## Достопримечательности

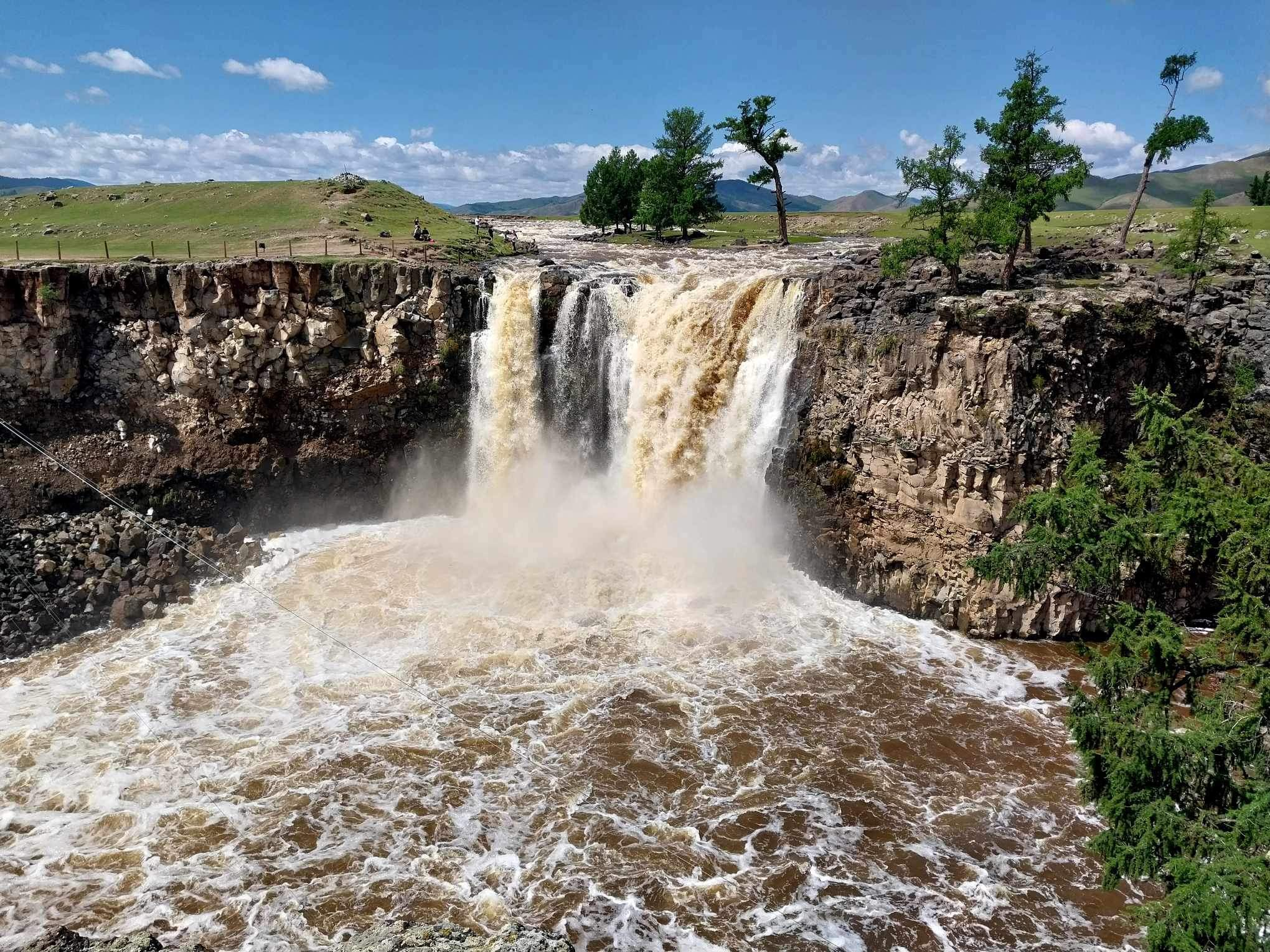
Водопад на Орхоне

В долине реки расположены, в числе множества памятников, два значительных по территории археологических комплекса: Хара-Балгас, древняя столица раннефеодального государства уйгуров, и Каракорум, столица Монгольской империи. П. К. Козлов обнаружил в долине реки несколько гуннских гробниц.
На берегу Кокшин-Орхона, притока Орхона, на территории современной Монголии, расположены два важнейших памятника древнетюркской письменности (Кошо-Цайдамские надписи).
С 2004 года значительная территория (ядро: 7537 га, буферная зона 143 867 га), включающая Каракорум, Хар балгас, тюркские монументы и другие объекты вдоль берегов реки Орхон, стала объектом Всемирного наследия ЮНЕСКО под названием «Культурный ландшафт долины реки Орхон».

## Исторические события и предания
В 1731 году, во время второго вторжения джунгар во Внешнюю Монголию, решающее сражение между ними и войсками Цинской империи произошло на берегу Орхона, близ монастыря Эрдэни-Дзу. Существует легенда, что когда джунгары вошли в храм, статуя его божества-покровителя прогнала их оттуда, а каменные львы при входе зарычали. Джунгары в ужасе бежали в сторону Орхона и потонули в нём. Цинский император Юнчжэн, узнав об этом предании, пожаловал реке за помощь в победе княжеский титул и выделил 300 лян серебра ежегодного содержания, которое сбрасывалось в воду.